# Петра Губер
Петра Губер (нім. Petra Huber; нар. 15 лютого 1966) — колишня австрійська тенісистка.
Найвищу одиночну позицію світового рейтингу — 37 місце досягла 1 жовтня 1984, парну — 64 місце — 15 березня 1987 року.
Здобула 1 одиночний та 2 парні титули.
Найвищим досягненням на турнірах Великого шолома було 4 коло в одиночному розряді.

## Фінали Туру WTA

### Одиночний розряд (1-1)
| Результат | Дата         | Турнір                  | Рівень  | Покриття | Суперниця     | Рахунок  |
| --------- | ------------ | ----------------------- | ------- | -------- | ------------- | -------- |
| Поразка   | Квітень 1984 | Miami Classic 1984, США | $50,000 | Ґрунт    | Лаура Аррая   | 3–6, 2–6 |
| Перемога  | Травень 1986 | Барселона, Іспанія      | $50,000 | Ґрунт    | Лаура Гарроне | 7–6, 6–0 |

### Парний розряд (2-2)
| Результат | Дата         | Турнір                  | Рівень  | Покриття | Партнерка      | Суперниці                          | Рахунок       |
| --------- | ------------ | ----------------------- | ------- | -------- | -------------- | ---------------------------------- | ------------- |
| Перемога  | Квітень 1984 | Таранто, Італія         | $50,000 | Ґрунт    | Сабрина Голеш  | - Олена Єлисеєнко - Наталія Рева   | 6–3, 6–3      |
| Поразка   | Травень 1986 | Барселона, Іспанія      | $50,000 | Ґрунт    | Петра Кеппелер | - Іва Бударжова - Катрін Танв'є    | 2–6, 1–6      |
| Перемога  | Липень 1986  | Gastein Ladies, Австрія | $50,000 | Ґрунт    | Петра Кеппелер | - Сабрина Голеш - Тіна Шоєр-Ларсен | 6–2, 6–4      |
| Поразка   | Грудень 1986 | Сан-Паулу, Бразилія     | $50,000 | Ґрунт    | Лаура Аррая    | - Ніжі Діас - Патрісія Медрадо     | 6–4, 4–6, 6–7 |